# Semiha Berksoy

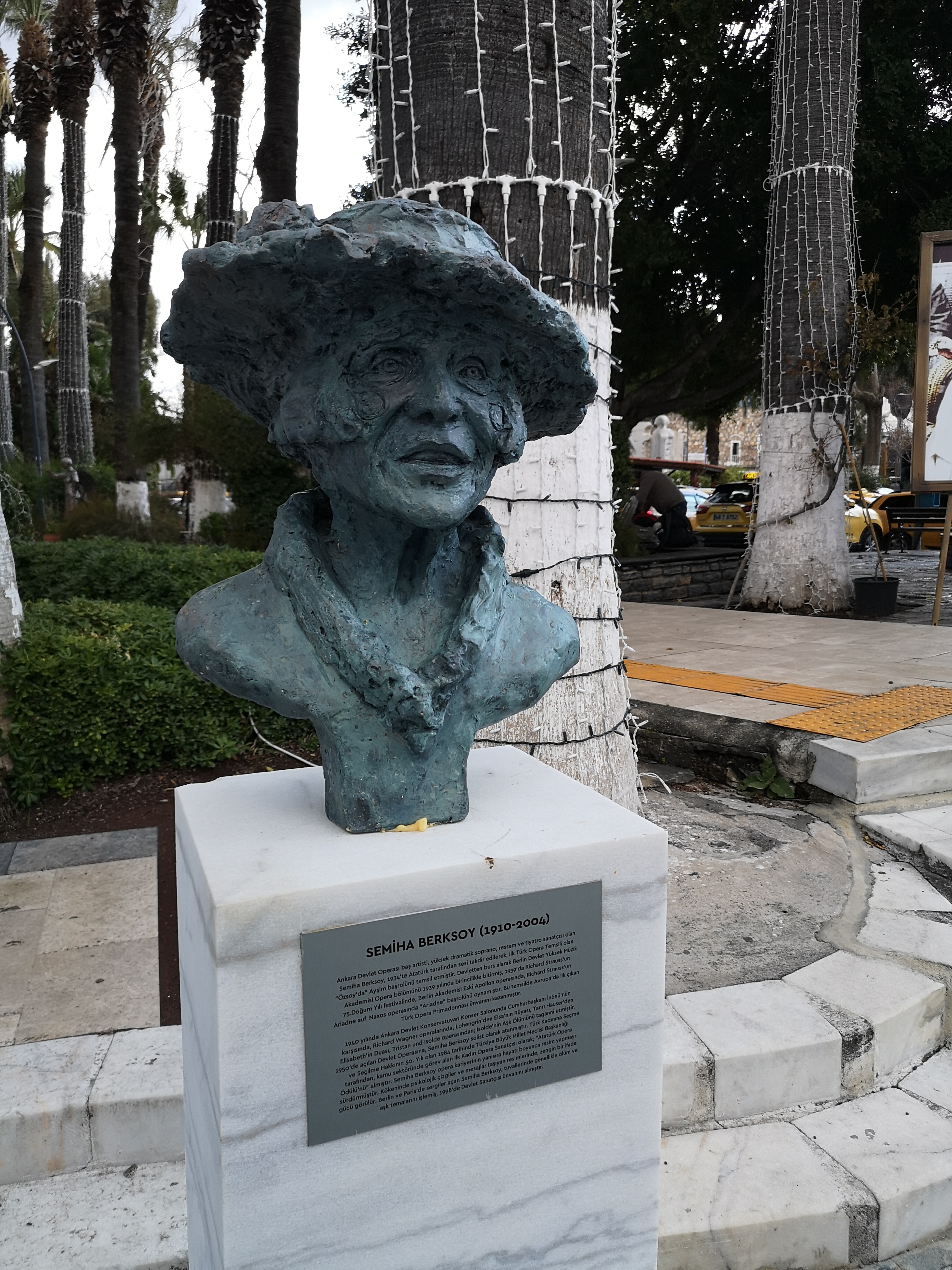
Skulptur von Semiha Berksoy in Bodrum

Semiha Berksoy (geboren am 24. Mai 1910 in Istanbul; gestorben am 15. August 2004 ebenda) war eine türkische Opernsängerin, Malerin und Schauspielerin. Sie gilt als Pionierin der Oper in der Türkei und war die erste türkische Sängerin, die in einer europäischen Opernproduktion auftrat.

## Leben und Wirken
Semiha Berksoy wurde 1910 in Istanbul als Tochter einer Malerin und eines Dichters geboren. Als sie acht Jahre alt war, starb ihre Mutter, was sie ihr Leben lang prägte. Sie wuchs in der Zeit der Gründung der türkischen Republik unter Mustafa Kemal Atatürk (1923) auf und erlebte ein akademisch und künstlerisch geprägtes Umfeld, das von säkularen und emanzipatorischen Werten bestimmt war. Von 1936 bis 1939 studierte Semiha Berksoy in Berlin an der Akademie für Musik, wo sie besonders von Beethoven fasziniert war. Durch ein Stipendium blieb sie von finanziellen Sorgen verschont. Ihr großes Talent wurde 1939 durch ihren Auftritt als Ariadne auf Naxos in der gleichnamigen Oper von Richard Strauss einer breiteren Öffentlichkeit bekannt. Nach dem Zweiten Weltkrieg kehrte sie 1969 als Künstlerin für ihre erste Ausstellung im Haus am Lützowplatz nach Berlin zurück.
Semiha Berksoy studierte Malerei an der Akademie der Künste in Istanbul und ließ sich anschließend zur Opernsängerin ausbilden. Bis 1972 war sie international als Opernsängerin erfolgreich, bevor sie sich in der Türkei als freie Künstlerin etablierte, deren Werke oft surrealistische und expressionistische Elemente aufwiesen.
Ihre frühen Werke waren von einer impressionistischen Naturauffassung geprägt, die den künstlerischen Traditionen der Türkei vor dem Zweiten Weltkrieg entsprach. Ab den späten 1960er-Jahren rückten in ihrem Schaffen zunehmend Träume, Visionen und Gefühle in den Fokus. Berksoy entwickelte einen von ihr als „modern“ und „expressiv“ beschriebenen Stil, in dem sie oft ohne Unterbrechungen oder Korrekturen Bilder schuf.

## Würdigung
Der Videokünstler Kutluğ Ataman stellte 1997 zur 5. Internationalen Istanbuler Biennale eine Dokumentation mit dem Namen Semiha B. Unplugged über Semiha Berksoy, die erste Opernsängerin der Türkei, vor. Durch diese filmische Auseinandersetzung würdigte Ataman Berksoys außergewöhnliches künstlerisches Erbe und trug dazu bei, ihre Rolle als Pionierin der türkischen Musik- und Kunstszene einer breiteren internationalen Öffentlichkeit näherzubringen.

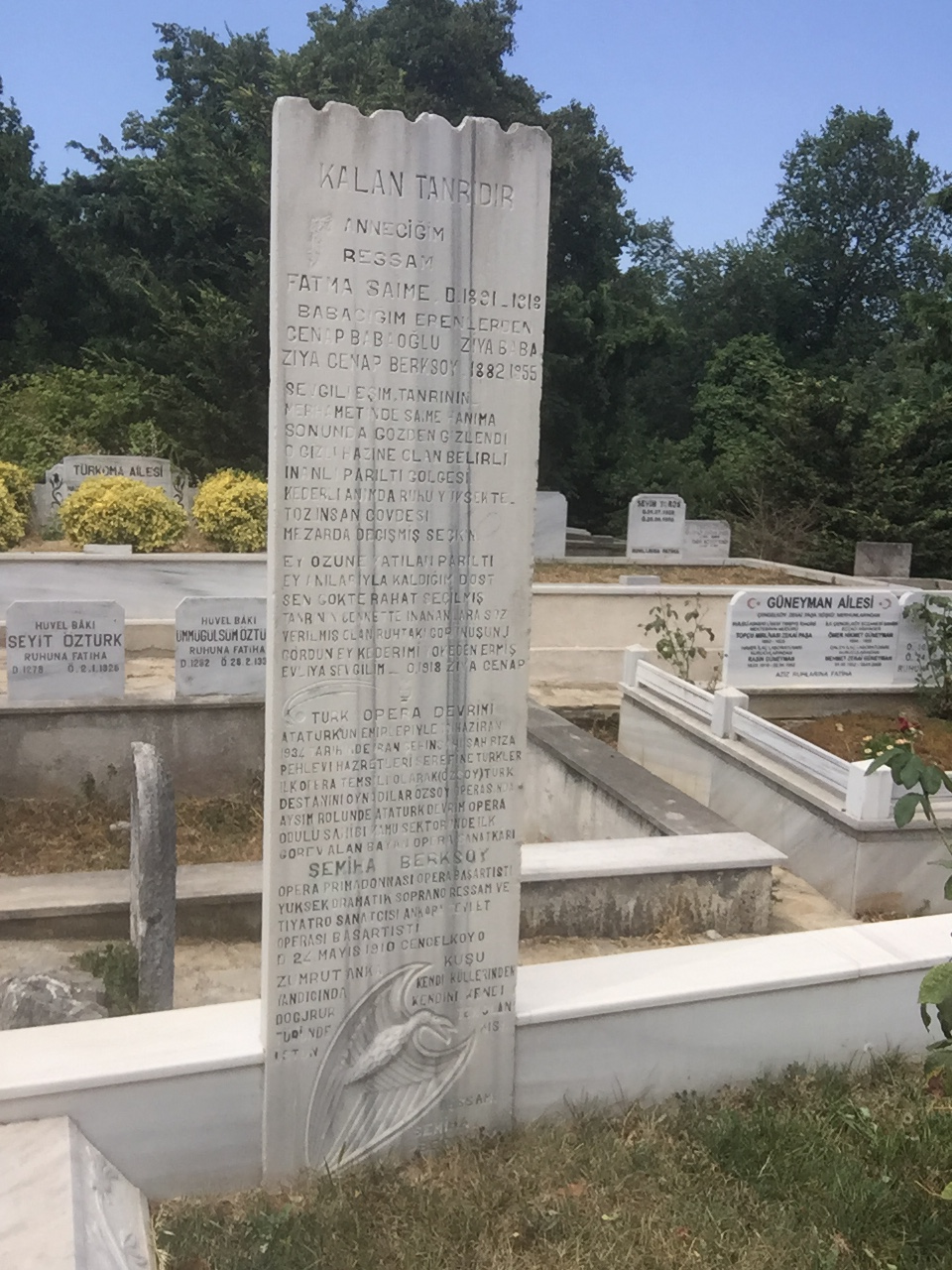
Grab von Semiha Berksoy

Semiha Berksoy ist auf dem Friedhof von Çengelköy in Istanbul beigesetzt.

## Ausstellungen (Auswahl)
Berksoys Werke wurden international ausgestellt. 
- 1969 im Haus am Lützowplatz, Berlin
- 2005 Biennale in Venedig
- 2009: Ausstellung Istanbul Modern im Martin-Gropius-Bau, Berlin
- 2024: Retrospektive Singing in Full Colour im Hamburger Bahnhof, Berlin